# Multicore

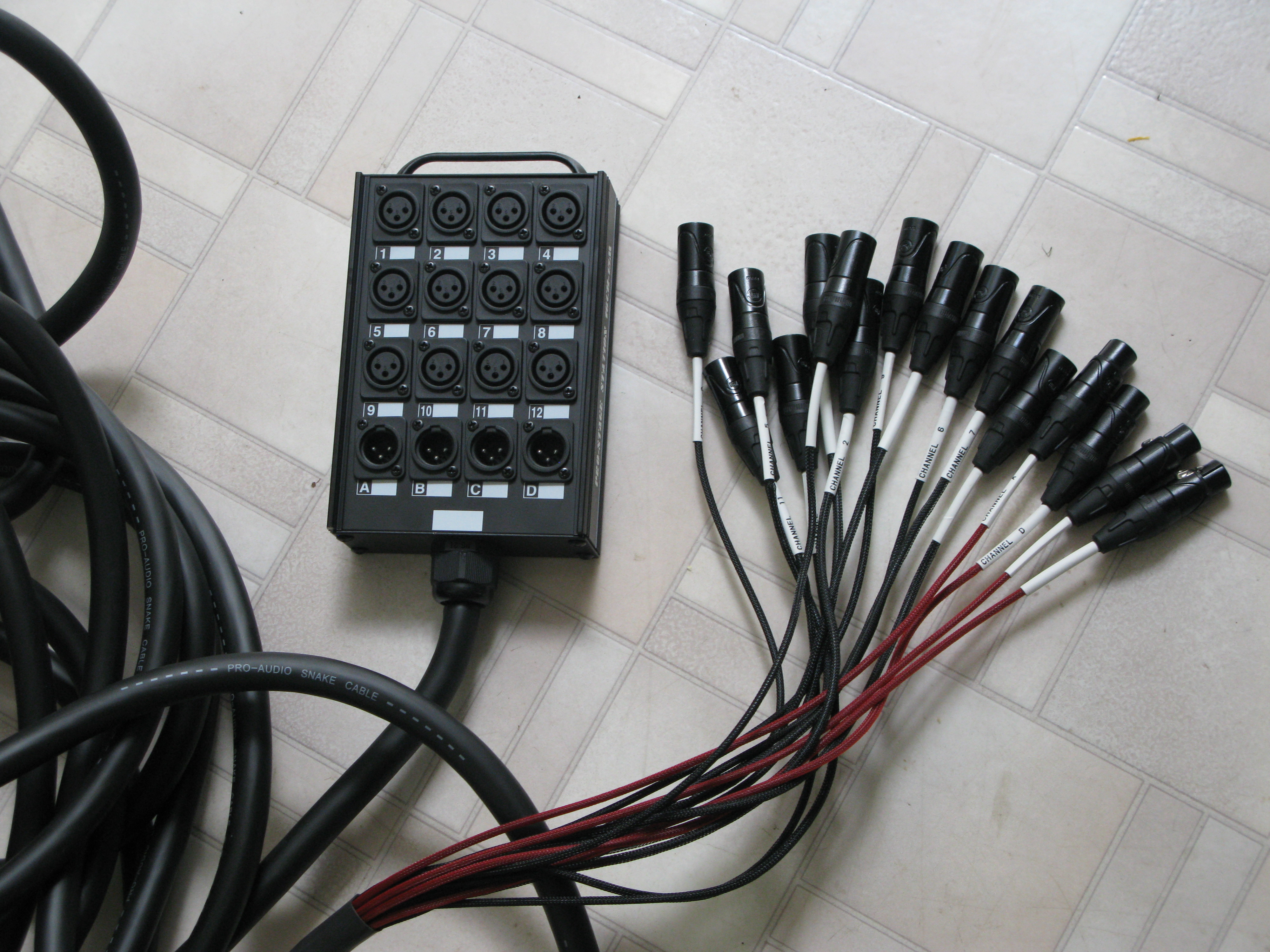
Ein 16-kanaliges Multicore, konfektioniert in 12 Send- und 4 Return-Wege, mit fest angebrachter Stagebox (links) und Kabelpeitsche (rechts)

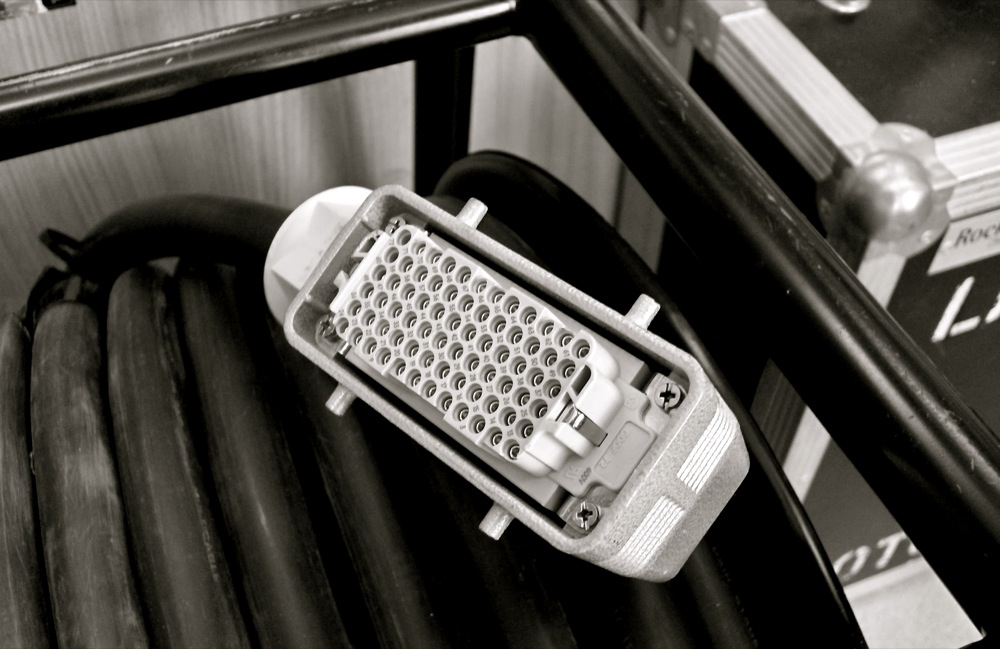
72-poliger Harting-Steckverbinder am Ende eines Audio-Multicores

Multicore (deutsch: „Mehrfachkern“) nennt man Spezialkabel in Ton- und Lichttechnik, in denen zahlreiche (bis zu 48) einzelne Signalleitungen, die „Kanäle“ oder „Wege“ genannt werden, in einem einzigen Kabelmantel gebündelt sind. Einsatzbereiche von Multicores sind Konzertveranstaltungen und Tonstudios. Multicores vereinfachen den Auf- und Abbau einer Anlage, indem sie die Verlegung zahlreicher Einzelleitungen ersparen, und tragen zur Vermeidung von Kabelsalat bei.

## Verwendung
Multicores werden sowohl in der mobilen Veranstaltungstechnik als auch in fest installierten Anlagen eingesetzt. Sie lassen sich einfacher und schneller auf- und abbauen als eine entsprechende Vielzahl einzelner Kabel, außerdem wird durch die Bündelung die Stabilität gegenüber mechanischer Belastung (Zug, Druck, Knicken) erhöht.
Bühnenmulticores stellen die benötigte Vielzahl separater Signalverbindungen zwischen einer Konzertbühne und dem meist im Publikumsraum positionierten Mischpult (Front of House) zur Verfügung. Solche Kabelwege können, etwa bei großen Freiluftkonzerten, über 100 Meter lang sein. Kürzere Multicores dienen beispielsweise dazu, beim Aufbau einer Anlage die Verkabelung mehrerer externer Effektgeräte zwischen elektrischen Musikinstrumenten und Audioverstärkern zu vereinfachen. 

## Konfektionierung
An den Enden muss das Multicore in der Regel in die einzelnen Kanäle „aufgelöst“ werden. Dafür gibt es zwei bauliche Lösungen:
- Stagebox: Das Multicore mündet in einen stabilen Anschlusskasten, der Steckverbinder für die einzelnen Kanäle aufweist. Diese Form wird meist auf der Bühne eingesetzt, was den Namen erklärt. Die Mikrofonkabel der einzelnen Schallquellen werden alle zur Stagebox geführt und dort eingesteckt. Die Stagebox kann baulich in die Kabeltrommel integriert sein, auf die das Multicore aufgetrommelt wird.

- Pultauflösung: Das Multicore wird auf 1…2 m Länge abgemantelt und in die einzelnen Kanäle aufgespleißt, deren Enden einzelne Steckverbinder wie Mikrofonleitungen tragen. Diese Form wird auch als Kabelpeitsche bezeichnet und kommt den meist beengten Platzverhältnissen am Mischpult entgegen.

Audio-Multicores sind in der Regel in „Send“- und „Return“-Kanäle aufgeteilt: die ersten führen von der Bühne zum Mischpult, die zweiten in Gegenrichtung. Der Unterschied liegt dabei nur in den Steckverbindern, die Kabelwege selbst sind in der Signalrichtung nicht festgelegt und können mit Steckadaptern ohne Weiteres „gedreht“ werden.
Oft existieren an der Stagebox Ground-Lift-Schalter (Unterbrechen der Abschirmung) für einzelne Kanäle, sowie weiterführende Multipin-Steckverbinder zum Durchschleifen der Signale. Selten gibt es auch Stageboxen mit eingebauten Übertragern zur Potentialtrennung.
Beide Formen der Auflösung können fest am Kabel montiert oder mit Multipin-Steckverbindern kontaktiert werden. Fest angebrachte Auflösungen sind baulich einfacher und preisgünstiger, aber mit Nachteilen verbunden: Beim Kabelverlegen muss mindestens eines der Kabelenden durch den gesamten Kabelweg geführt werden, beim Verstauen des Multicores werden die Auflösungen stark beansprucht.
Häufig verwendete Multipinsteckverbinder bei Multicores sind die rechteckigen Harting- und die runden Socapex-Steckverbinder. Hauptsächlich bei Rundfunkanstalten sind auch noch die kleineren und billigeren Messerleisten anzutreffen. Ein genormter Standard für Auswahl und Belegung der Steckverbinder existiert nicht, die Ausführungen sind von Hersteller zu Hersteller unterschiedlich.

## Signalführung und Abschirmung
Die Signalführung in einem Multicore ist wegen der langen Übertragungswege in der Regel symmetrisch ausgelegt. Die signalführenden Leiter in Multicores sind durch metallene Ummantelungen einzeln gegen Störeinflüsse durch elektromagnetische Felder abgeschirmt. Bei hochwertigen Multicores ist die Abschirmung zumeist doppelt ausgeführt; neben dem Gesamtschirm, der den gesamten Kabelbaum umgibt, existieren Einzelschirme für jedes signalführende Adernpaar. Man spricht dabei auch von Multicores mit „Einzelmasse“, da die auf Massepotential des jeweiligen Kanals liegenden Einzelschirme nicht elektrisch verbunden sind. Durch die unabhängigen Massepotentiale ist es möglich, Brummschleifen durch das Setzen von Ground-Lifts an einzelnen Kanälen zu beheben.

## Besondere Bautypen
Es gibt einige Sonderformen von Multicores, die sich von der zuvor beschriebenen Ausführung unterscheiden:
- Als Submulticore (Auch „Subcore“, „Subsnake“, „Bühnenunterverteilung“) bezeichnet man kleinere Multicores mit geringer Länge (meistens nicht mehr als zehn Meter) und nur wenigen (üblicherweise acht bis zehn) Kanälen. Submulticores werden eingesetzt, um mehrere Signale auf größeren Bühnen zur Stagebox zu transportieren, ohne dass viele Einzelleitungen gelegt werden müssen. Bei Submulticores ist es wegen ihrer geringen Größe üblich, dass Kabelpeitsche und Stagebox (hier oft als „Plugbox“ bezeichnet) fest mit dem Kabel verbunden sind. Ein weiterer Verwendungszweck ist der Einsatz auf Bühnen in kleinen Veranstaltungsräumen.
- Ein Insertmulticore (oft auch als „Insertpeitsche“ bezeichnet) ist ein kurzes Multicore, das mehrere Insertkabel zusammenfasst. Es wird verwendet, um das Mischpult mit signalverarbeitenden Geräten im Siderack zu verbinden.
- Früher gab es Multicores auch für Steuersignale in der Lichttechnik. Vom Lichtpult zum Dimmer wurden darin analoge Steuersignale, meistens in 0- bis 10-V-Technik, übertragen. Heutzutage wurde diese Methode fast vollständig von der digitalen DMX-Übertragung verdrängt. Stattdessen können analoge Multicores auch dazu verwendet werden, die Kabel mehrerer DMX-Universen auf eines zu reduzieren.
- Nach wie vor im Einsatz sind Lastmulticores für die Lichttechnik. Hierbei handelt es sich um vielpolige Lastkabel, die als Stromleitungen Dimmer und Leuchten verbinden. Lastmulticores sind in der Regel mit schweren Industriesteckverbindern („Hartings“) konfektioniert und werden auf der Verbraucherseite über Plugboxen in ihre Einzelkanäle aufgelöst. Lastmulticores mit drei, sechs, acht und zwölf Kanälen sind verbreitet. Meist werden Querschnitte von 1,5 oder 2,5 mm² verwendet.
- Digitale Multicores lösen allmählich die sehr teuren, schweren und fehleranfälligen analogen Multicores in der Tontechnik ab. Obgleich sich noch kein Standard durchsetzen konnte, existieren mittlerweile zahlreiche brauchbare Konzepte, die meistens auf FireWire, Ethernet- oder Glasfaserleitungen („Optocore“) aufbauen. Anders als in der Computertechnik kommen dafür widerstandsfähige Leitungen zum Einsatz, die dem Bühnenalltag mechanisch gewachsen sind. Digitale Multicores bergen wie alle digitalen Komponenten in der Tontechnik Probleme mit Latenzzeiten, die es zu minimieren gilt. Zudem müssen die Signale bereits am Entstehungsort (Bühne) digitalisiert werden. Das frühere Problem, dass die hierfür notwendige Pegelanpassung vor der A/D-Wandlung von einem (zusätzlichen) Techniker auf der Bühne vorgenommen und überwacht werden musste, was vor allem bei kleineren Veranstaltungen nicht praktikabel war, ist heutzutage durch fernsteuerbare Vorverstärker gelöst.
- Streng genommen lassen sich auch mehrkanalige Lautsprecherleitungen (zum Beispiel Speakon) als Multicore bezeichnen.
- Im Bereich der Ton-, Licht- und Videotechnik gibt es zahlreiche weitere Spezialkabel, die mehrere Einzelleitungen, beispielsweise Strom- und Datenleitungen, zusammenfassen. Diese Kabel werden oft als Hybridkabel bezeichnet.